# Tour de Yorkshire 2018
El Tour de Yorkshire 2018, quarta edició del Tour de Yorkshire, es disputà entre el 3 i el 6 de maig de 2018 sobre un recorregut de 701,5 km repartits entre quatre etapes. La cursa formà part del calendari de l'UCI Europa Tour 2018, amb una categoria 2.1.
El vencedor final fou el belga Greg Van Avermaet (BMC Racing), que s'imposà per tan sols 9" al català Eduard Prades (Euskadi Basque Country-Murias) i per 14" a Serge Pauwels (Dimension Data), vencedor de l'edició del 2017.

## Equips
20 equips van prendre la sortida en aquesta edició:
| WorldTeams (6)- Astana - BMC Racing Team - Dimension Data - Katusha-Alpecin - Sky - Team Sunweb Equips continentals professionals (7)- Aqua Blue Sport - Cofidis, Solutions Crédits - Direct Énergie - Euskadi Basque Country-Murias - Rally Cycling - Roompot-Nederlandse Loterij - Vital Concept Equips continentals (6)- JLT Condor - Madison Genesis - ONE Pro Cycling - Canyon Eisberg - Vitus Pro Cycling - Holdsworth Pro Racing Equip nacional- Gran Bretanya |
| |

## Etapes
| Etapa    | Data      | Ciutats d'etapa        | type              | Distància (km) | Vencedor de l'etapa | Líder de la general |
| -------- | --------- | ---------------------- | ----------------- | -------------- | ------------------- | ------------------- |
| 1a etapa | 3 de maig | Beverley – Doncaster   | etapa plana       | 182            | Harry Tanfield      | Harry Tanfield      |
| 2a etapa | 4 de maig | Barnsley – Ilkley      | etapa accidentada | 149            | Magnus Cort Nielsen | Magnus Cort Nielsen |
| 3a etapa | 5 de maig | Richmond – Scarborough | etapa accidentada | 181            | Max Walscheid       | Magnus Cort Nielsen |
| 4a etapa | 6 de maig | Halifax – Leeds        | etapa accidentada | 189,5          | Stéphane Rossetto   | Greg Van Avermaet   |

### Etapa 1
| \| Classificació de l'etapa \| Classificació de l'etapa \| Classificació de l'etapa \| Classificació de l'etapa \| Classificació de l'etapa \| \| Corredor \| Corredor \| Equip \| Temps \| \| \| ------------------------ \| ------------------------ \| ------------------------ \| ------------------------ \| ------------------------ \| \| 1r \| Harry Tanfield \| Canyon Eisberg \| 4h 08' 12" \| \| \| 2n \| Alistair Slater \| JLT Condor \| + 0" \| \| \| 3r \| Michael Cuming \| Madison Genesis \| + 0" \| \| \| 4t \| Emerson Oronte \| Rally Cycling \| + 0" \| \| \| 5è \| Tom Baylis \| ONE Pro Cycling \| + 0" \| \| \| 6è \| Max Walscheid \| Team Sunweb \| + 5" \| \| \| 7è \| Bryan Coquard \| Vital Concept \| + 5" \| \| \| 8è \| Emīls Liepiņš \| ONE Pro Cycling \| + 5" \| \| \| 9è \| Colin Joyce \| Rally Cycling \| + 5" \| \| \| 10è \| Riccardo Minali \| Astana \| + 0" \| \| |                 |                 |            |
| |                 |                 |            |
| |                 |                 |            |
| Classificació de l'etapa |                 |                 |            |
| Corredor | Corredor        | Equip           | Temps      |
| 1r | Harry Tanfield  | Canyon Eisberg  | 4h 08' 12" |
| 2n | Alistair Slater | JLT Condor      | + 0"       |
| 3r | Michael Cuming  | Madison Genesis | + 0"       |
| 4t | Emerson Oronte  | Rally Cycling   | + 0"       |
| 5è | Tom Baylis      | ONE Pro Cycling | + 0"       |
| 6è | Max Walscheid   | Team Sunweb     | + 5"       |
| 7è | Bryan Coquard   | Vital Concept   | + 5"       |
| 8è | Emīls Liepiņš   | ONE Pro Cycling | + 5"       |
| 9è | Colin Joyce     | Rally Cycling   | + 5"       |
| 10è | Riccardo Minali | Astana          | + 0"       |

| \| Classificació general \| Classificació general \| Classificació general \| Classificació general \| Classificació general \| \| Corredor \| Corredor \| Equip \| Temps \| \| \| --------------------- \| --------------------- \| --------------------- \| --------------------- \| --------------------- \| \| 1r \| Harry Tanfield \| Canyon Eisberg \| 4h 07' 58" \| \| \| 2n \| Alistair Slater \| JLT Condor \| + 3" \| \| \| 3r \| Michael Cuming \| Madison Genesis \| + 10" \| \| \| 4t \| Emerson Oronte \| Rally Cycling \| + 14" \| \| \| 5è \| Tom Baylis \| ONE Pro Cycling \| + 14" \| \| \| 6è \| Axel Journiaux \| Direct Énergie \| + 16" \| \| \| 7è \| Max Walscheid \| Team Sunweb \| + 19" \| \| \| 8è \| Bryan Coquard \| Vital Concept \| + 19" \| \| \| 9è \| Emīls Liepiņš \| ONE Pro Cycling \| + 19" \| \| \| 10è \| Colin Joyce \| Rally Cycling \| + 19" \| \| |                 |                 |            |
| |                 |                 |            |
| |                 |                 |            |
| Classificació general |                 |                 |            |
| Corredor | Corredor        | Equip           | Temps      |
| 1r | Harry Tanfield  | Canyon Eisberg  | 4h 07' 58" |
| 2n | Alistair Slater | JLT Condor      | + 3"       |
| 3r | Michael Cuming  | Madison Genesis | + 10"      |
| 4t | Emerson Oronte  | Rally Cycling   | + 14"      |
| 5è | Tom Baylis      | ONE Pro Cycling | + 14"      |
| 6è | Axel Journiaux  | Direct Énergie  | + 16"      |
| 7è | Max Walscheid   | Team Sunweb     | + 19"      |
| 8è | Bryan Coquard   | Vital Concept   | + 19"      |
| 9è | Emīls Liepiņš   | ONE Pro Cycling | + 19"      |
| 10è | Colin Joyce     | Rally Cycling   | + 19"      |

### Etapa 2
| \| Classificació de l'etapa \| Classificació de l'etapa \| Classificació de l'etapa \| Classificació de l'etapa \| Classificació de l'etapa \| \| Corredor \| Corredor \| Equip \| Temps \| \| \| ------------------------ \| ------------------------ \| ------------------------ \| ------------------------ \| ------------------------ \| \| 1r \| Magnus Cort Nielsen \| Astana \| 3h 25' 34" \| \| \| 2n \| Greg Van Avermaet \| BMC Racing Team \| + 0" \| \| \| 3r \| Eduard Prades i Reverter \| Euskadi-Murias \| + 0" \| \| \| 4t \| Serge Pauwels \| Dimension Data \| + 0" \| \| \| 5è \| Jonathan Hivert \| Direct Énergie \| + 5" \| \| \| 6è \| Robert Kišerlovski \| Katusha-Alpecin \| + 5" \| \| \| 7è \| Michael Storer \| Team Sunweb \| + 5" \| \| \| 8è \| Colin Joyce \| Rally Cycling \| + 5" \| \| \| 9è \| Steff Cras \| Katusha-Alpecin \| + 11" \| \| \| 10è \| Brent Bookwalter \| BMC Racing Team \| + 11" \| \| |                          |                 |            |
| |                          |                 |            |
| |                          |                 |            |
| Classificació de l'etapa |                          |                 |            |
| Corredor | Corredor                 | Equip           | Temps      |
| 1r | Magnus Cort Nielsen      | Astana          | 3h 25' 34" |
| 2n | Greg Van Avermaet        | BMC Racing Team | + 0"       |
| 3r | Eduard Prades i Reverter | Euskadi-Murias  | + 0"       |
| 4t | Serge Pauwels            | Dimension Data  | + 0"       |
| 5è | Jonathan Hivert          | Direct Énergie  | + 5"       |
| 6è | Robert Kišerlovski       | Katusha-Alpecin | + 5"       |
| 7è | Michael Storer           | Team Sunweb     | + 5"       |
| 8è | Colin Joyce              | Rally Cycling   | + 5"       |
| 9è | Steff Cras               | Katusha-Alpecin | + 11"      |
| 10è | Brent Bookwalter         | BMC Racing Team | + 11"      |

| \| Classificació general \| Classificació general \| Classificació general \| Classificació general \| Classificació general \| \| Corredor \| Corredor \| Equip \| Temps \| \| \| --------------------- \| ------------------------ \| -------------------------- \| --------------------- \| --------------------- \| \| 1r \| Magnus Cort Nielsen \| Astana \| 7h 33' 41" \| \| \| 2n \| Greg Van Avermaet \| BMC Racing Team \| + 4" \| \| \| 3r \| Eduard Prades i Reverter \| Euskadi-Murias \| + 6" \| \| \| 4t \| Serge Pauwels \| Dimension Data \| + 10" \| \| \| 5è \| Colin Joyce \| Rally Cycling \| + 15" \| \| \| 6è \| Robert Kišerlovski \| Katusha-Alpecin \| + 15" \| \| \| 7è \| Michael Storer \| Team Sunweb \| + 15" \| \| \| 8è \| Brent Bookwalter \| BMC Racing Team \| + 21" \| \| \| 9è \| Steff Cras \| Katusha-Alpecin \| + 21" \| \| \| 10è \| Anthony Perez \| Cofidis, Solutions Crédits \| + 21" \| \| |                          |                            |            |
| |                          |                            |            |
| |                          |                            |            |
| Classificació general |                          |                            |            |
| Corredor | Corredor                 | Equip                      | Temps      |
| 1r | Magnus Cort Nielsen      | Astana                     | 7h 33' 41" |
| 2n | Greg Van Avermaet        | BMC Racing Team            | + 4"       |
| 3r | Eduard Prades i Reverter | Euskadi-Murias             | + 6"       |
| 4t | Serge Pauwels            | Dimension Data             | + 10"      |
| 5è | Colin Joyce              | Rally Cycling              | + 15"      |
| 6è | Robert Kišerlovski       | Katusha-Alpecin            | + 15"      |
| 7è | Michael Storer           | Team Sunweb                | + 15"      |
| 8è | Brent Bookwalter         | BMC Racing Team            | + 21"      |
| 9è | Steff Cras               | Katusha-Alpecin            | + 21"      |
| 10è | Anthony Perez            | Cofidis, Solutions Crédits | + 21"      |

### Etapa 3
| \| Classificació de l'etapa \| Classificació de l'etapa \| Classificació de l'etapa \| Classificació de l'etapa \| Classificació de l'etapa \| \| Corredor \| Corredor \| Equip \| Temps \| \| \| ------------------------ \| ------------------------ \| ------------------------ \| ------------------------ \| ------------------------ \| \| 1r \| Max Walscheid \| Team Sunweb \| 4h 10' 27" \| \| \| 2n \| Magnus Cort Nielsen \| Astana \| + 0" \| \| \| 3r \| Jon Aberasturi Izaga \| Euskadi-Murias \| + 0" \| \| \| 4t \| Bryan Coquard \| Vital Concept \| + 0" \| \| \| 5è \| Robert-Jon McCarthy \| JLT Condor \| + 0" \| \| \| 6è \| Connor Swift \| Madison Genesis \| + 0" \| \| \| 7è \| Mike Teunissen \| Team Sunweb \| + 0" \| \| \| 8è \| Greg Van Avermaet \| BMC Racing Team \| + 0" \| \| \| 9è \| Emīls Liepiņš \| ONE Pro Cycling \| + 0" \| \| \| 10è \| Colin Joyce \| Rally Cycling \| + 0" \| \| |                      |                 |            |
| |                      |                 |            |
| |                      |                 |            |
| Classificació de l'etapa |                      |                 |            |
| Corredor | Corredor             | Equip           | Temps      |
| 1r | Max Walscheid        | Team Sunweb     | 4h 10' 27" |
| 2n | Magnus Cort Nielsen  | Astana          | + 0"       |
| 3r | Jon Aberasturi Izaga | Euskadi-Murias  | + 0"       |
| 4t | Bryan Coquard        | Vital Concept   | + 0"       |
| 5è | Robert-Jon McCarthy  | JLT Condor      | + 0"       |
| 6è | Connor Swift         | Madison Genesis | + 0"       |
| 7è | Mike Teunissen       | Team Sunweb     | + 0"       |
| 8è | Greg Van Avermaet    | BMC Racing Team | + 0"       |
| 9è | Emīls Liepiņš        | ONE Pro Cycling | + 0"       |
| 10è | Colin Joyce          | Rally Cycling   | + 0"       |

| \| Classificació general \| Classificació general \| Classificació general \| Classificació general \| Classificació general \| \| Corredor \| Corredor \| Equip \| Temps \| \| \| --------------------- \| ------------------------ \| -------------------------- \| --------------------- \| --------------------- \| \| 1r \| Magnus Cort Nielsen \| Astana \| 11h 44' 02" \| \| \| 2n \| Greg Van Avermaet \| BMC Racing Team \| + 10" \| \| \| 3r \| Eduard Prades i Reverter \| Euskadi-Murias \| + 12" \| \| \| 4t \| Serge Pauwels \| Dimension Data \| + 16" \| \| \| 5è \| Colin Joyce \| Rally Cycling \| + 21" \| \| \| 6è \| Robert Kišerlovski \| Katusha-Alpecin \| + 21" \| \| \| 7è \| Michael Storer \| Team Sunweb \| + 21" \| \| \| 8è \| Brent Bookwalter \| BMC Racing Team \| + 27" \| \| \| 9è \| Steff Cras \| Katusha-Alpecin \| + 27" \| \| \| 10è \| Anthony Perez \| Cofidis, Solutions Crédits \| + 27" \| \| |                          |                            |             |
| |                          |                            |             |
| |                          |                            |             |
| Classificació general |                          |                            |             |
| Corredor | Corredor                 | Equip                      | Temps       |
| 1r | Magnus Cort Nielsen      | Astana                     | 11h 44' 02" |
| 2n | Greg Van Avermaet        | BMC Racing Team            | + 10"       |
| 3r | Eduard Prades i Reverter | Euskadi-Murias             | + 12"       |
| 4t | Serge Pauwels            | Dimension Data             | + 16"       |
| 5è | Colin Joyce              | Rally Cycling              | + 21"       |
| 6è | Robert Kišerlovski       | Katusha-Alpecin            | + 21"       |
| 7è | Michael Storer           | Team Sunweb                | + 21"       |
| 8è | Brent Bookwalter         | BMC Racing Team            | + 27"       |
| 9è | Steff Cras               | Katusha-Alpecin            | + 27"       |
| 10è | Anthony Perez            | Cofidis, Solutions Crédits | + 27"       |

### Etapa 4
| \| Classificació de l'etapa \| Classificació de l'etapa \| Classificació de l'etapa \| Classificació de l'etapa \| Classificació de l'etapa \| \| Corredor \| Corredor \| Equip \| Temps \| \| \| ------------------------ \| ------------------------ \| -------------------------- \| ------------------------ \| ------------------------ \| \| 1r \| Stéphane Rossetto \| Cofidis, Solutions Crédits \| 4h 53' 22" \| \| \| 2n \| Greg Van Avermaet \| BMC Racing Team \| + 34" \| \| \| 3r \| Ian Bibby \| JLT Condor \| + 34" \| \| \| 4t \| Edward Dunbar \| Aqua Blue Sport \| + 34" \| \| \| 5è \| Eduard Prades i Reverter \| Euskadi-Murias \| + 34" \| \| \| 6è \| Anthony Perez \| Cofidis, Solutions Crédits \| + 34" \| \| \| 7è \| Jonathan Hivert \| Direct Énergie \| + 34" \| \| \| 8è \| Serge Pauwels \| Dimension Data \| + 34" \| \| \| 9è \| Robert Kišerlovski \| Katusha-Alpecin \| + 34" \| \| \| 10è \| Michael Storer \| Team Sunweb \| + 34" \| \| |                          |                            |            |
| |                          |                            |            |
| |                          |                            |            |
| Classificació de l'etapa |                          |                            |            |
| Corredor | Corredor                 | Equip                      | Temps      |
| 1r | Stéphane Rossetto        | Cofidis, Solutions Crédits | 4h 53' 22" |
| 2n | Greg Van Avermaet        | BMC Racing Team            | + 34"      |
| 3r | Ian Bibby                | JLT Condor                 | + 34"      |
| 4t | Edward Dunbar            | Aqua Blue Sport            | + 34"      |
| 5è | Eduard Prades i Reverter | Euskadi-Murias             | + 34"      |
| 6è | Anthony Perez            | Cofidis, Solutions Crédits | + 34"      |
| 7è | Jonathan Hivert          | Direct Énergie             | + 34"      |
| 8è | Serge Pauwels            | Dimension Data             | + 34"      |
| 9è | Robert Kišerlovski       | Katusha-Alpecin            | + 34"      |
| 10è | Michael Storer           | Team Sunweb                | + 34"      |

## Classificació final
| \| Classificació general \| Classificació general \| Classificació general \| Classificació general \| Classificació general \| \| Corredor \| Corredor \| Equip \| Temps \| \| \| --------------------- \| ------------------------ \| -------------------------- \| --------------------- \| --------------------- \| \| 1r \| Greg Van Avermaet \| BMC Racing Team \| 16h 38' 00" \| \| \| 2n \| Eduard Prades i Reverter \| Euskadi-Murias \| + 9" \| \| \| 3r \| Serge Pauwels \| Dimension Data \| + 14" \| \| \| 4t \| Robert Kišerlovski \| Katusha-Alpecin \| + 19" \| \| \| 5è \| Michael Storer \| Team Sunweb \| + 19" \| \| \| 6è \| Ian Bibby \| JLT Condor \| + 23" \| \| \| 7è \| Anthony Perez \| Cofidis, Solutions Crédits \| + 25" \| \| \| 8è \| Edward Dunbar \| Aqua Blue Sport \| + 27" \| \| \| 9è \| Patrick Bevin \| BMC Racing Team \| + 37" \| \| \| 10è \| Jonathan Hivert \| Direct Énergie \| + 39" \| \| |                          |                            |             |
| |                          |                            |             |
| Font: ProCyclingStats |                          |                            |             |
| Classificació general |                          |                            |             |
| Corredor | Corredor                 | Equip                      | Temps       |
| 1r | Greg Van Avermaet        | BMC Racing Team            | 16h 38' 00" |
| 2n | Eduard Prades i Reverter | Euskadi-Murias             | + 9"        |
| 3r | Serge Pauwels            | Dimension Data             | + 14"       |
| 4t | Robert Kišerlovski       | Katusha-Alpecin            | + 19"       |
| 5è | Michael Storer           | Team Sunweb                | + 19"       |
| 6è | Ian Bibby                | JLT Condor                 | + 23"       |
| 7è | Anthony Perez            | Cofidis, Solutions Crédits | + 25"       |
| 8è | Edward Dunbar            | Aqua Blue Sport            | + 27"       |
| 9è | Patrick Bevin            | BMC Racing Team            | + 37"       |
| 10è | Jonathan Hivert          | Direct Énergie             | + 39"       |

## Evolució de les classificacions
| Etapa | Vencedor          | Classificació general | Classificació per punts | Classificació de la muntanya | Premi de la combativitat | Classificació per equips |
| ----- | ----------------- | --------------------- | ----------------------- | ---------------------------- | ------------------------ | ------------------------ |
| 1     | Harry Tanfield    | Harry Tanfield        | Harry Tanfield          | Mike Cuming                  | Harry Tanfield           | Madison Genesis          |
| 2     | Magnus Cort       | Magnus Cort           | Harry Tanfield          | Mike Cuming                  | Tom Baylis               | BMC Racing Team          |
| 3     | Max Walscheid     | Magnus Cort           | Magnus Cort             | Mike Cuming                  | Peter Williams           | BMC Racing Team          |
| 4     | Stéphane Rossetto | Greg van Avermaet     | Greg van Avermaet       | Stéphane Rossetto            | Stéphane Rossetto        | BMC Racing Team          |
| Final | Final             | Greg van Avermaet     | Greg Van Avermaet       | Stéphane Rossetto            | No entregat              | BMC Racing Team          |